# Фільтраційний опір
Фільтраційний опір – здатність проникного середовища створювати опір фільтраційному потокові в межах певного виділеного об’єму (зони) цього середовища. Фільтраційний опір обернено пропорціонально залежить від гідропровідності пористої перегородки.

## Приклади
ФІЛЬТРАЦІЙНИЙ ОПІР ПЛАСТА – опір r – рухові флюїдів у породі-колекторі, котрий є величиною, оберненою коефіцієнту гідропровідності пласта ε, тобто відношенню динамічного коефіцієнта в’язкості пластової рідини μ до добутку коефіцієнта проникності k на ефективну товщину пласта h:
r = 1/ ε = μ / (kh).